# Coppa del Mondo femminile di pallavolo 1973
La I Coppa del Mondo femminile di pallavolo si è svolta dal 19 ottobre al 9 novembre 1973 a Montevideo, in Uruguay. Al torneo hanno partecipato 10 squadre nazionali e la vittoria finale è andata per la prima volta all'URSS.

## Gironi
| Girone A                                         | Girone B                                                          |
| ------------------------------------------------ | ----------------------------------------------------------------- |
| - Argentina - Canada - Giappone - Perù - Uruguay | - Brasile - Corea del Sud - Cuba - Stati Uniti - Unione Sovietica |

## Fase finale

### Finali 1º e 3º posto
|  | 1º posto - 4º posto | 1º posto - 4º posto | 1º posto - 4º posto |          |                  | 1º/2º posto      | 1º/2º posto   | 1º/2º posto |  |
|  |                     |                     |                     |          |                  |                  |               |             |  |
|  | Giappone            | Giappone            | 3                   |          |                  |                  |               |             |  |
|  | Giappone            | Giappone            | 3                   |          |                  |                  |               |             |  |
|  | Corea del Sud       | Corea del Sud       | 2                   |          |                  |                  |               |             |  |
|  | Corea del Sud       | Corea del Sud       | 2                   |          | Unione Sovietica | Unione Sovietica | 3             |             |  |
|  |                     |                     |                     |          | Unione Sovietica | Unione Sovietica | 3             |             |  |
|  |                     |                     | Giappone            | Giappone | 0                |                  |               |             |  |
|  | Unione Sovietica    | Unione Sovietica    | Giappone            | Giappone | 0                | 3                |               |             |  |
|  | Unione Sovietica    | Unione Sovietica    |                     |          |                  | 3                |               |             |  |
|  | Perù                | Perù                | 0                   |          |                  | 3º/4º posto      | 3º/4º posto   | 3º/4º posto |  |
|  | Perù                | Perù                | 0                   |          |                  |                  |               |             |  |
|  |                     |                     |                     |          |                  |                  |               |             |  |
|  |                     |                     |                     |          |                  | Corea del Sud    | Corea del Sud | 3           |  |
|  |                     |                     |                     |          |                  | Corea del Sud    | Corea del Sud | 3           |  |
|  |                     |                     |                     |          |                  | Perù             | Perù          | 0           |  |

### Finali 5º e 7º posto
|  | 5º posto - 8º posto | 5º posto - 8º posto | 5º posto - 8º posto |             |      | 5º/6º posto | 5º/6º posto | 5º/6º posto |  |
|  |                     |                     |                     |             |      |             |             |             |  |
|  | Cuba                | Cuba                | 3                   |             |      |             |             |             |  |
|  | Cuba                | Cuba                | 3                   |             |      |             |             |             |  |
|  | Argentina           | Argentina           | 1                   |             |      |             |             |             |  |
|  | Argentina           | Argentina           | 1                   |             | Cuba | Cuba        | 3           |             |  |
|  |                     |                     |                     |             | Cuba | Cuba        | 3           |             |  |
|  |                     |                     | Stati Uniti         | Stati Uniti | 1    |             |             |             |  |
|  | Stati Uniti         | Stati Uniti         | Stati Uniti         | Stati Uniti | 1    | 3           |             |             |  |
|  | Stati Uniti         | Stati Uniti         |                     |             |      | 3           |             |             |  |
|  | Canada              | Canada              | 1                   |             |      | 7º/8º posto | 7º/8º posto | 7º/8º posto |  |
|  | Canada              | Canada              | 1                   |             |      |             |             |             |  |
|  |                     |                     |                     |             |      |             |             |             |  |
|  |                     |                     |                     |             |      | Canada      | Canada      | 3           |  |
|  |                     |                     |                     |             |      | Canada      | Canada      | 3           |  |
|  |                     |                     |                     |             |      | Argentina   | Argentina   | 0           |  |

## Classifica finale
| Classifica | Squadre          |
| ---------- | ---------------- |
|            | Unione Sovietica |
|            | Giappone         |
|            | Corea del Sud    |
| 4          | Perù             |
| 5          | Cuba             |
| 6          | Stati Uniti      |
| 7          | Canada           |
| 8          | Argentina        |
| 9          | Brasile          |
| 10         | Uruguay          |